# Contea di Fürstenberg-Blumberg
La contea di Fürstenberg-Blumberg è stata una signoria storica all'interno del medievale Sacro Romano Impero, situata presso Blumberg, a sud del Baden-Württemberg, in Germania. Venne creata dalla partizione del Fürstenberg-Baar nel 1559. Si divise ulteriormente due volte: in sé stessa e nel Fürstenberg-Möhringen nel 1599, e nel Fürstenberg-Messkirch e nel Fürstenberg-Stühlingen nel 1614.

## Conti di Fürstenberg-Blumberg
- Cristoforo I (1559)
- Alberto I (1559 - 1599)
- Cristoforo II (1599 - 1614)